# Dionysia bazoftica
Dionysia bazoftica là một loài thực vật có hoa trong họ Anh thảo. Loài này được Jamzad mô tả khoa học đầu tiên năm 1996.